# 3256 Дагер
3256 Дагер (3256 Daguerre) — астероїд головного поясу, відкритий 26 вересня 1981 року.
Тіссеранів параметр щодо Юпітера — 3,314.
Астероїд названо на честь французького винахідника — Луї Дагера.